# Micronesisch honkbalteam

Vlag van Micronesia.

Het Micronesisch honkbalteam is het nationale honkbalteam van Micronesia. Het team vertegenwoordigt Micronesia tijdens internationale wedstrijden. Het Micronesisch honkbalteam hoort bij de Oceanische Honkbal Confederatie (BCO) en moet niet verward worden met de regio Micronesië. 

## Zuid-Pacifische Spelen
Micronesia nam een keer deel aan de Zuid-Pacifische Spelen en haalde daar brons.
| Editie    | 2005  |
| Prestatie | Brons |